# 神社

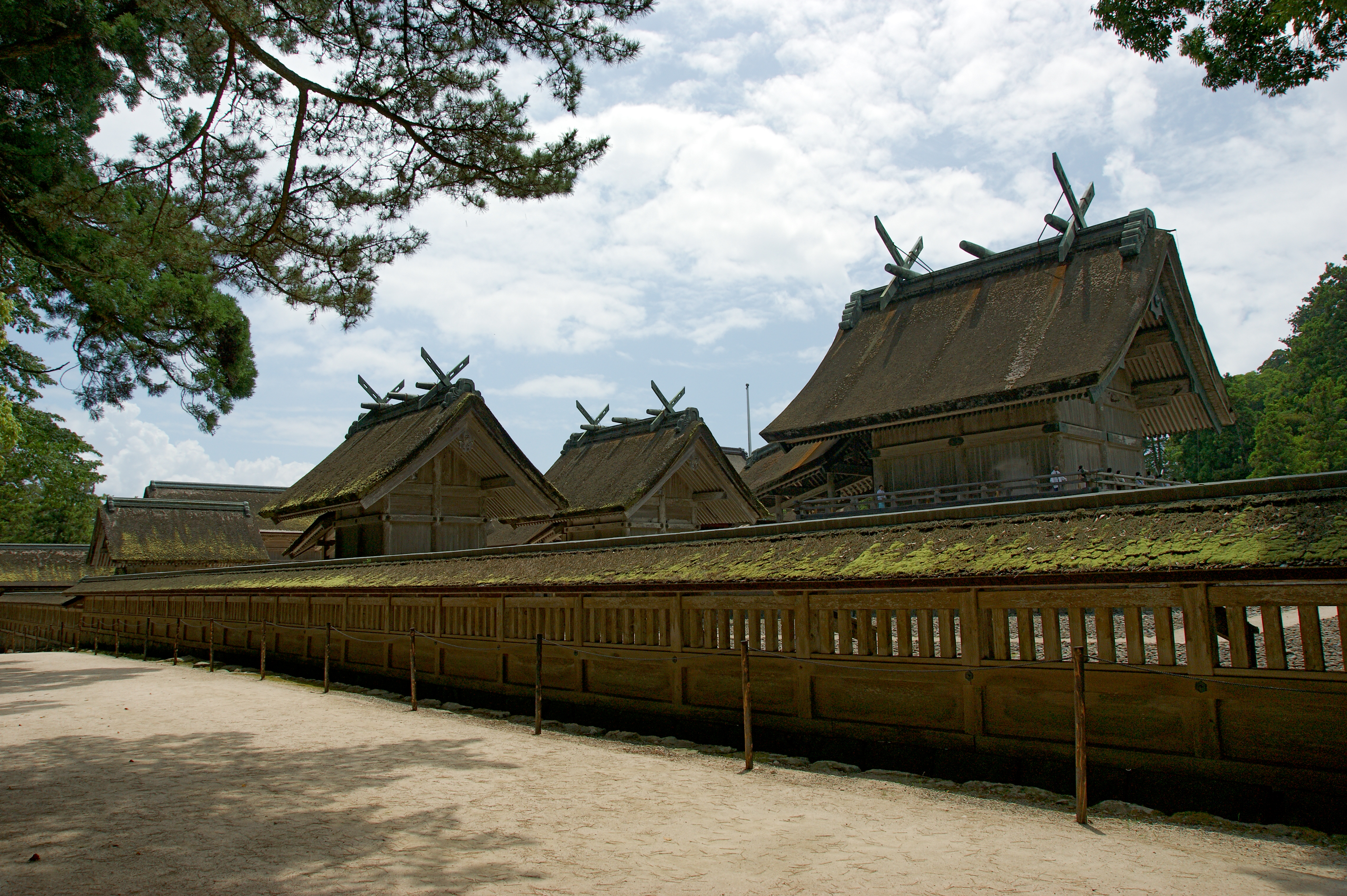
出雲大社（神代創建と言われる、島根県出雲市）

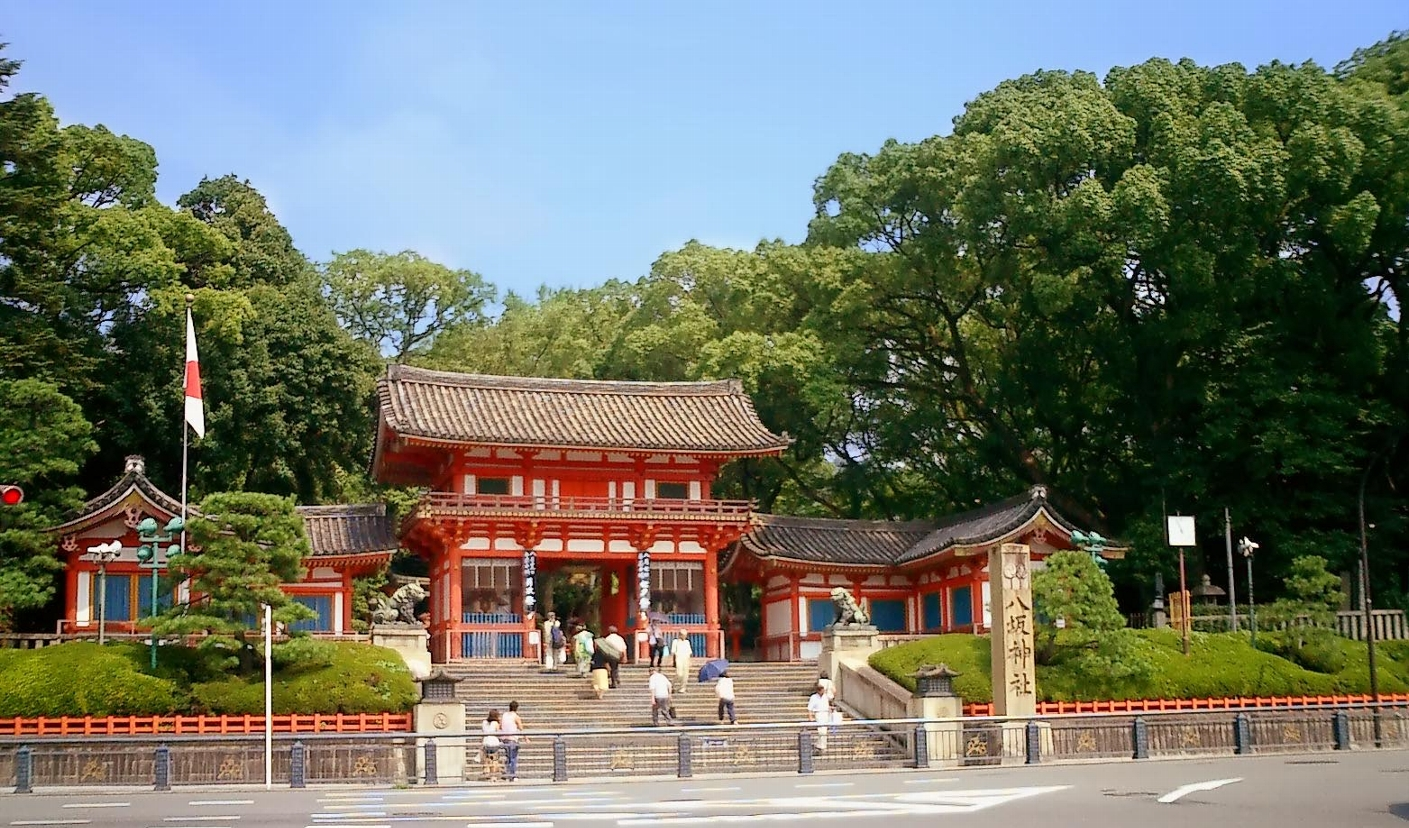
八坂神社（飛鳥時代創建）
（京都府京都市東山区）

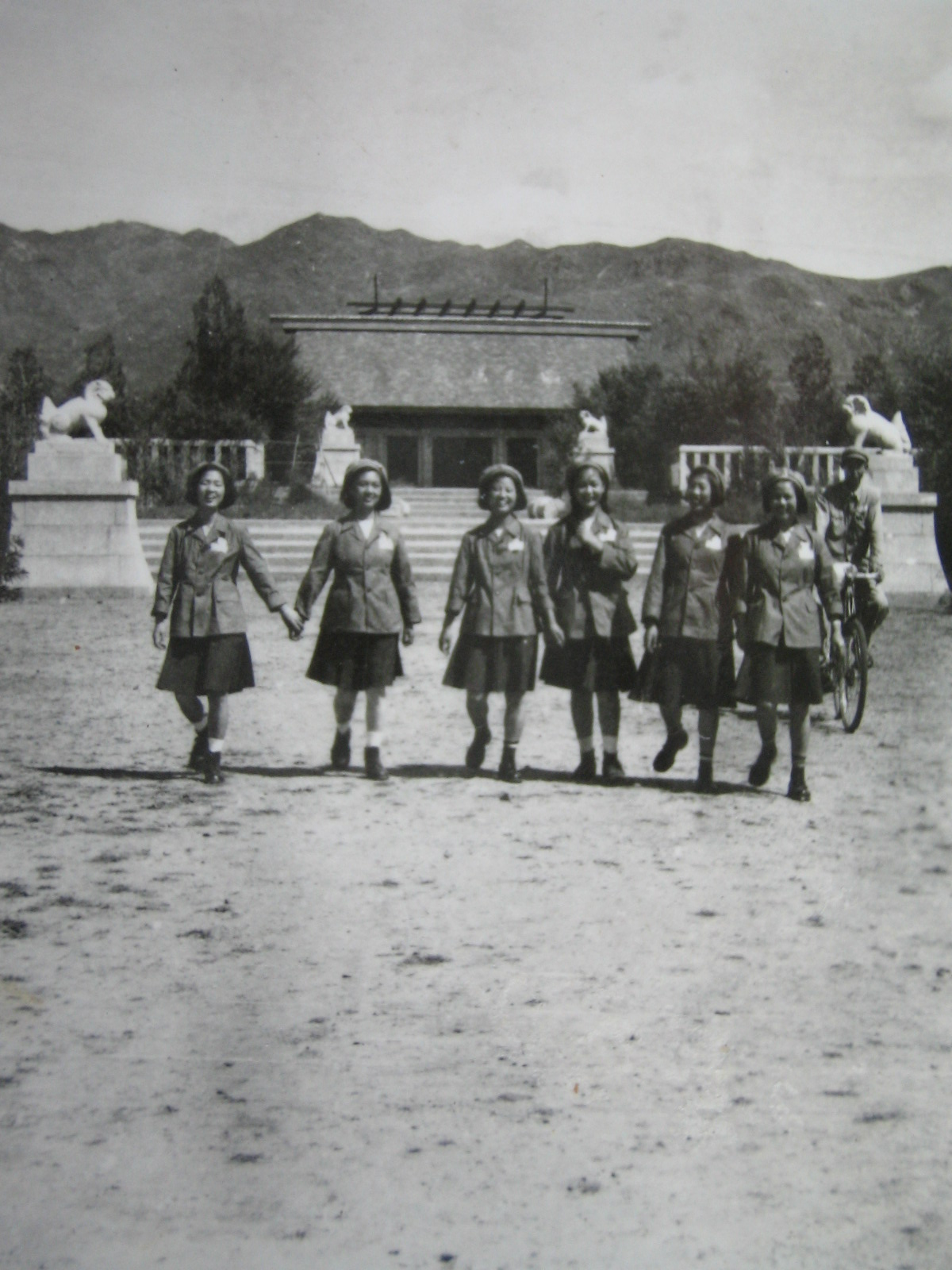
蒙疆神社（昭和時代創建、張家口。写真は1952年のもので、当時はすでに廃社されていた）

神社（じんじゃ・かむやしろ、旧字体：神󠄀社󠄁）とは、日本固有の宗教である神道の信仰に基づく祭祀施設。産土神、天神地祇、皇室や氏族の祖神、偉人や義士などの霊などが神として祀られる。文部科学省の資料によれば日本全国に約8万5千の神社があり、登録されていない小神社を含めると10万社を超え、宗教法人格を有さない小さな祠等を含めると日本各地には20万社の神社があるといわれている。

## 祭祀対象
祭祀対象は神道の神であり、「八百万（やおよろず）」と言われるように非常に多彩である。神聖とされた山岳や河川・湖沼などから、日本古来の神に属さない民俗神、実在の人物・伝説上の人物や、陰陽道・道教の神、神仏分離を免れた一部の仏教の仏神などの外来の神も含まれる。また稲荷や猿、鯨、鮭など動物を祭神とする神社、子孫繁栄の象徴として男根の像を祀る神社もある。
古くは神聖な山、滝、岩、森、巨木などに「カミ」（=信仰対象、神）が宿るとして敬い、社殿がなくとも「神社」とした。現在の社殿を伴う「神社」は、これらの神々が祀られた祭殿が常設化したものとされる。神は目に見えないものであり、神の形は作られなかった。神社の社殿の内部のご神体は神が仮宿する足場とされた御幣や鏡であったり、あるいはまったくの空間であることもあり、さまざまである。

## 呼称

### 神社の名称
神社の名称の付け方は様々である。最も一般的なのは地名によるものである。
「〜坐神社」というのもある。また祭神名を冠するものも多い。ほかに奉斎する氏族の名前を冠するものや祭神に関連する語句を冠するもの、神社の種別を表すもの・祭神の座数によるものなどがある。また由来が不詳である神社名も少なくない。稲荷神社や八幡宮など全国に広く分布するものは、それらの社名にさらに地名を冠することが多い。
天満宮は音読みで、八幡宮や浅間神社は音読みと訓読みの場合があるが、音読みで社号を読むのは仏教の影響である。天満宮は祭神である天満天神が仏教の影響を受けているため、漢語の社名となっている。八幡宮と浅間神社はいずれも本来は「やわた」「あさま」と訓読みしたが、神仏習合のもと仏教の影響で、音読みが定着した。
なお、原則として全ての神社を「〜神社」（宮号・神宮号を除く）と称するようになったのは近代になってからである。「〜明神」や「〜権現」などと神名を社号としたところや、「〜稲荷」「〜八幡」と「神社」の部分が省略されたところ、「〜社」としたところなどがあったが、全て原則として「〜神社」と称することになった。これを権現号の使用禁止と関連させて、排仏政策によるという指摘もあるが、国家が管理するうえでの都合と言う解釈もある。
近代においては終戦まで神社はいわば国家の施設であり、法令上の規則により、「神社」と認められるのに設備や財産などの条件があり、条件に満たないものは「神社」とされなかった。

### 組織
神社の組織は時の政治の状況との関連もあり一定していない。律令国家においては式内社が国家による祭祀の対象として神祇官の統制下に置かれたが、その頃から既に式外社と呼ばれる神祇官の統制外にある神社もあったことは確実である。
近世においては仏教の施設となった神社や修験道・陰陽道の影響下にある神社も存在していたが、一方で伯家神道や吉田神道と言った他宗教からは独立した神道の神社もあった。明治維新を迎え、神社は国家神道として神道系の宗教を含むあらゆる宗教から建前上は分離されたが、その位置づけには議論があった。宗教としての神道は教派神道として神社と分離された。

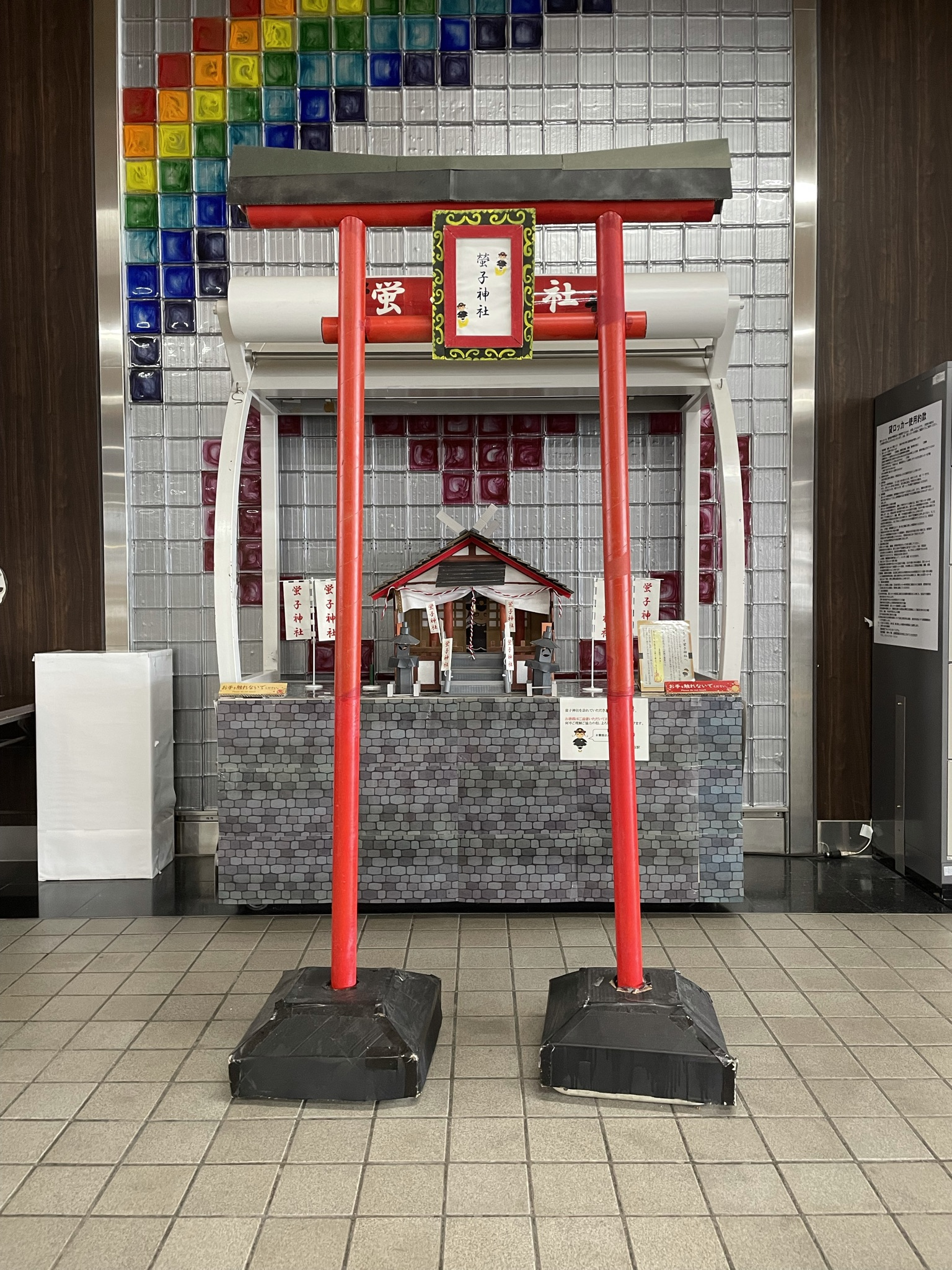
上毛高原駅構内の、期間限定の手作り神社(2022年12月)

だが、現代においても神社の組織や在り方はさまざまである。現在で最大の神社統括組織は、神社本庁であるが、明治神宮、靖国神社・伏見稲荷大社・日光東照宮など有名な神社であっても、神社本庁との被包括関係を有せず、単立宗教法人として運営される場合がある。大きな単立神社でも約2000社あり、東大阪市のように宗教法人格を有している神社に限っても式内社を含む半数以上が神社本庁に属していない地域もある。さらに神社本庁以外にも神社神道系の包括宗教法人がいくつかあり（神社本教、北海道神社協会、神社産土教、日本神宮本庁など）、これに属する神社は神社本庁の被包括関係には属さない。また、教派神道や修験道、陰陽道、神道系新宗教（大和教団、大倭教等）や保守系の諸教（生長の家、天照皇大神宮教等）に所属している神社も存在している。
また、宗教法人格を有さない小さな祠や、イベントのための期間限定の「神社」なども数多く存在する。神奈川縣護國神社は、「日本全国で唯一、護国神社がない県」という「汚名」を返上するため、有志が平成24年(2012年)から8年半の歳月をかけて建立した手作りの神社である。

### 社号
近世まで、固有名の部分を除いた「神社」「大社」「宮」などの社号に特別な基準はなく、一つの神社が状況によって異なる呼ばれ方をすることもあった。明治時代に神社が国家の管理下に入ると、公認されたもののみが「神社」を名乗り、大社・神宮などを名乗るには勅許などが必要とされた。終戦後には政教分離により国家、皇室が神社に直接関与しなくなったため、特に許可がなくても、大社、神宮を名乗れるようになった。
伊勢神宮に代表される神宮号は7世紀まで遡る古いものである。日本書紀に記された神宮号は伊勢神宮・石上神宮・出雲大神宮のみだった。平安時代に編纂された『延喜式神名帳』では鹿島神宮・香取神宮・大神宮が神宮とされた。明治以降、明治天皇を祀る明治神宮が創建されると、他の天皇を祀る神社も順次神宮に昇格した。こうして、歴史上の人物を祀る神社で、天皇を祀るものを神宮、皇族を祀るものを宮、功臣等を祀るものは神社とされた。しかし、仁徳天皇を祀る高津宮や難波神社は神宮と呼ばないように、全てにおいて天皇を祀るものを神宮と呼ぶわけではない。
戦後に神宮を名乗るようになった神社には北海道神宮、伊弉諾神宮、英彦山神宮がある。香椎宮のように、いわゆる神宮ではないのに、最寄りの駅名が香椎神宮駅であるために誤解される例もある。
大社は江戸時代までは杵築大社・熊野大社の二社が名乗ったが、明治時代から1945年までは大社を名乗るものは出雲大社のみであった。戦後は旧官幣大社・国幣大社・官幣中社の神社のうち26社が大社を名乗っている。現在、ほかに気多大社、諏訪大社、南宮大社、三嶋大社・富士山本宮浅間大社、多度大社、日吉大社・多賀大社・建部大社、松尾大社・伏見稲荷大社、住吉大社、春日大社・龍田大社・広瀬大社、熊野本宮大社・熊野速玉大社・熊野那智大社、宗像大社・高良大社など。
また、梅宮大社や大鳥大社のように表記が定まらないものもある。また平野神社もかつては扁額に「平野大社」と書かれていた。

## 上社・下社

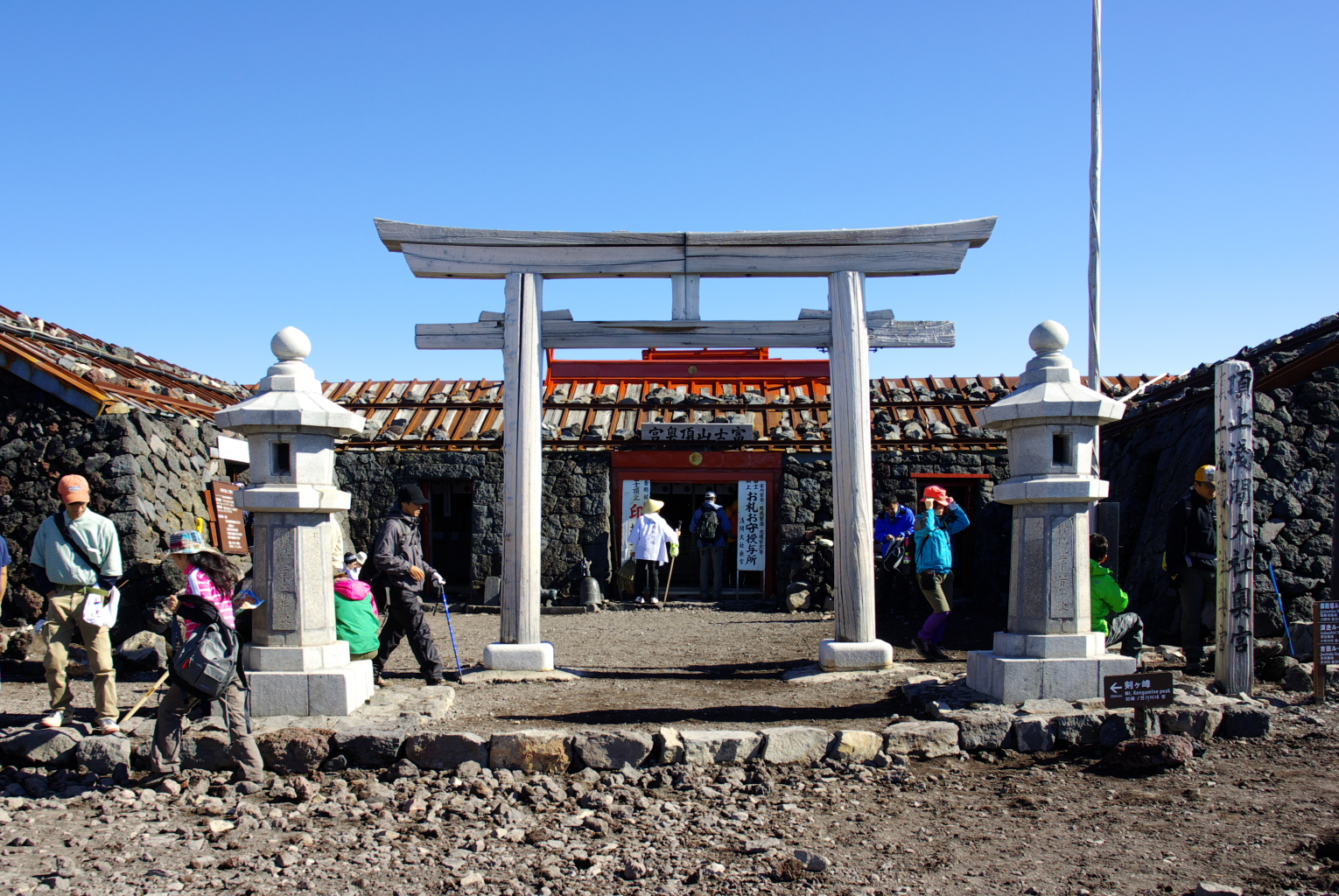
富士山本宮浅間大社奥宮
（富士山山頂に鎮座）

神社には上社と下社、あるいは上の宮と下の宮など二社に分かれる「二社制」が多くみられる。上社、中社、下社の三社に分かれる「三社制」もある。
上社と下社はその位置関係から、上手のものを上社、低地のものを下社と呼ぶことが多い。また、本宮、本社から見て深奥部にある社は奥社、奥宮（おくのみや）、奥院、山宮、人里近い社は前宮、里宮、口宮などと呼ばれ、僻遠地の元宮に対し集落近郊に新たに建てられたものを新宮とも呼ぶ。
これらの上下社では祭神が異なる場合もあるが、一方がもう一方の若宮であったり、本宮の配偶神を祀るケースもある。これらの起源は不詳だが山奥に埋葬墓、都邑近郊に礼拝墓を設ける「両墓制」と関係があるとする説もある。また、山岳そのものをご神体として、その山麓に遙拝施設を建てたものを里宮の起源とし、神霊降臨の思想から山頂にもう1社を建て分祀したものを山宮の起源とする説もある。
賀茂神社
上賀茂神社（祭神 賀茂別雷神）と下鴨神社（祭神 玉依姫命・賀茂建角身命）。下鴨社の起源は上賀茂社からの分祀ともいうが定かではない。
諏訪大社
諏訪湖の南北に上下社があり、上社は建御名方神と妻の八坂刀売命、下社は二神に加え兄神事代主神を配祀するが、民間では上社に男神、下社に女神とされる。さらに上社は本宮・前宮、下社は春宮・秋宮に分かれる。
熊野三山
本宮大社・速玉大社・那智大社の三社。祭神は長年熊野三所権現とされた。速玉大社は神倉山の元宮に対して「新宮」と呼ばれる。
宗像大社
辺津宮・中津宮・沖津宮の三社および中津宮北部にある沖津宮遙拝所。
丹生川上神社
奈良吉野で罔象女神を祀る。元は一社だったが近世に入り比定地の変遷に従い上中下の三社となった。
秋葉神社
秋葉山頂の上社と山麓の下社が山宮と里宮に対応する。祭神は秋葉大権現（カグツチ）として知られる。
富士山本宮浅間大社
市街地に本宮、富士山頂に奥宮を置く。祭神は浅間大神。他に大宮口登山道中途に浅間大社旧跡とされる山宮浅間神社がある。本宮が里宮、山宮浅間神社が山宮、元宮に対応する。

## 施設・設備

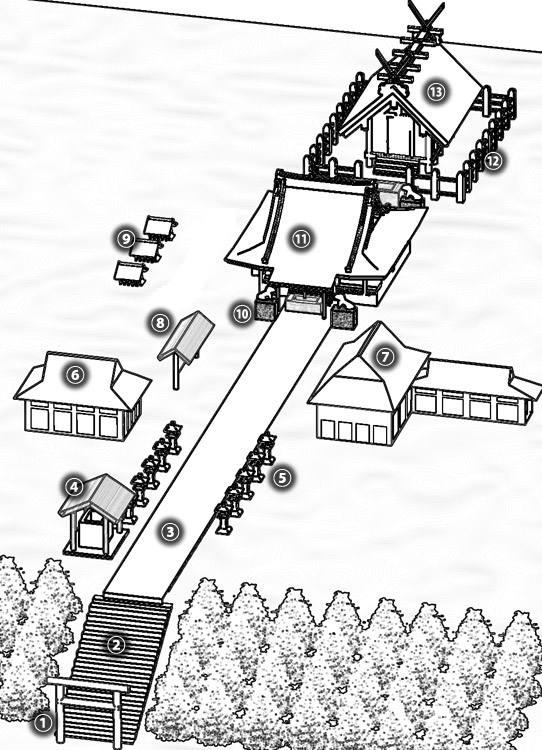
神社境内模式図
参考文献『神道の本』（学習研究社）
（下部から）
①鳥居　②石段　③参道　④手水舎　⑤灯籠　⑥神楽殿　⑦社務所・納札所　⑧絵馬掛け　⑨摂末社　⑩狛犬
⑪拝殿　⑫瑞垣　⑬本殿

鳥居の内の区域一帯を、「神霊が鎮まる神域」とみなす。神社の周りには鎮守の杜という森林があることが多い。御神木といわれる木には、注連縄を結ばれているものもある。神社の入口には、境内と俗界の境界を示す鳥居があり、社殿まで参道が通じる。参道のそばには「身を清める」手水舎、神社を管理する社務所などがある。大きな神社では神池や神橋もみられる。
社殿は本殿（神殿）や拝殿からなる。人々が普段参拝するのは拝殿で、神体がある本殿は拝殿の奥にある。本殿と拝殿の間に参詣者が幣帛を供えるための幣殿が設置されることもある。
神社の敷地（境内）には、その神社の祭神に関係のある神や本来その土地に祀られていた神を祀る摂社や、それ以外の神を祀る末社があり、両者をあわせて摂末社という。境内の外にある摂末社は境外社と呼ばれる。
また、神仏習合が始まる奈良時代以降は神社の境内に神を供養する神宮寺（別当寺、宮寺）が建てられたり、神社内に寺院が建てられたりしたが、明治初期の神仏判然令（神仏分離令）により、神社と寺院は分離され、神社の境内の五重塔や仏堂などは撤去され、神職と僧侶も区別された。
参道にある灯籠、常夜灯はもともとは仏教寺院のものであり、平安時代以降、神社にも浸透したものである。参道に敷かれる玉砂利は、玉が「たましい（魂）」「みたま（御霊）」「美しい」という意を持ち、砂利は「さざれ（細石）」の意を持ち、その場を清浄する意味を持っている。敷くことによってその場所を祓い清める意味があり、なお参道を進み清浄な石を踏みしめることによって、身を清め心を鎮めて、最高の状態で祈りが出来るようにしてある。
参道の中央は「正中線」（せいちゅうせん）といい、神様が通る道とされており、参拝者は端を歩く。

### 建物
宮大工による木造の日本式建築が多い。現代では、建築技術の変化や法律上の問題（耐震強度や火事対策）により、鉄筋コンクリート造も増えている。前述のようにビルの中にある神社もあり、必ずしも日本風の建物ばかりではない。ただし、神体が鎮座する本殿の形は日本式建築である。
神社は周囲に森があることも多く、夜間は警備もしにくく、放火などもみられる。そのため、一部では警備会社と契約して機械警備などを行う。防火や盗賊除けの神が鎮座する神社に警備会社のステッカーが貼ってあるのが見かけられることも多い。

#### 神社の付属施設

##### 多くの神社に共通する施設
- 鳥居（とりい）
- 参道（さんどう）
- 燈籠（とうろう）
- 狛犬（こまいぬ）– 神使、眷属の石造。
- 手水舎（ちょうずや） – 身を清めるための手水の場が用意されている。
- 拝殿（はいでん） – 本殿の手前にある参拝用の施設。
- 幣殿（へいでん） – 拝殿や本殿と一体化している場合が多い。
- 本殿・神殿（ほんでん・しんでん） – 神体の鎮座する建物。
- 神楽殿（かぐらでん） — 神楽を奉奏する為の建物。
- 舞殿（まいどの）
- 絵馬殿（えまでん）
- 摂社・末社（せっしゃ・まっしゃ）
- 社務所（しゃむしょ）、授与所
- 古札所（こさつしょ）・納札所 – 祈願の御札や古い御守りなどを納める。
- 社庭（庭園・付属公園・神苑など）
  - 自然崇拝物（御神木・鎮守の森などの樹木、さざれ石・要石などの石、枯山水、湧水、山など）
  - 石碑・石造（顕彰碑や記念碑など）

本殿と神殿は別とされることもあるが通常は同一の物。常設とされる施設でも、絵馬殿など時代によって変化するものもあると思われる。また、摂末社がない神社もある。また、摂末社に本来の祭神（その土地の鎮守神）が祀られる事もある。
その他の共通施設も神社によって存在しないことがあり、以上は一定の目安である。

##### 他の付属施設
- 神門
  - 随身門（ずいしんもん）、随神門（ずいじんもん）
  - 楼門（ろうもん）
- 干支恵方盤（えとえほうばん）
- 注連柱（標柱、標縄柱、しめばしら）
- 茅の輪（ちのわ）
- 神馬・神馬像
- 猿田彦塔
- 庚申塔
- 道祖神塔
- 石祠 – 摂社・末社として見られる。
- 御饌殿（みけでん） – 豊受大神宮など。
- 神式霊廟（しんしきれいびょう） – 日光東照宮など。
- 祖霊殿・祖霊社
- 儀式殿
- 宝物殿
- 神輿殿
- 鐘楼（しょうろう）
- 回廊（かいろう）、廻廊（かいろう）
- 玉垣（たまがき）
- 瑞垣（みずがき）
- 御旅所（おたびしょ） – 春日大社など。
- 遥拝所（ようはいしょ）
- 頓宮（とんぐう）
- 鳥居前町（とりいまえまち）

現在では参拝用の施設の他に、結婚式の設備などが併設されることも多い。

#### 本殿の様式
代表的な様式
- 妻入様式
  - 大社造（たいしゃづくり） - 出雲大社など。
  - 春日造（かすがづくり） - 春日大社など。
  - 住吉造（すみよしづくり） - 住吉大社など。
  - 大鳥造（おおとりづくり） - 大鳥神社など。
- 平入様式
  - 神明造（しんめいづくり） - 伊勢神宮など。
  - 流造（ながれづくり） - 賀茂神社など。
    - 両流造（りょうながれづくり） - 厳島神社など。

  - 入母屋造（いりもやづくり） - 御上神社など。
    - 日吉造（ひえづくり） - 日吉大社など。

  - 八幡造（はちまんづくり） - 宇佐神宮など。

他の様式
- 祇園造（ぎおんづくり） - 八坂神社など。
- 権現造（ごんげんづくり） - 北野天満宮、日光東照宮など。
- 浅間造（せんげんづくり） - 富士山本宮浅間大社など。
- 寝殿造（しんでんづくり） - 宇治上神社拝殿など。
- 隠岐造（おきづくり） - 水若酢神社など。
- 吉備津造（きびつづくり） - 吉備津神社など。
- 織田造（おだづくり） - 劔神社など。
- 尾張造（おわりづくり） - 真清田神社、津島神社、尾張大国霊神社など。
  - 大縣造・三棟造（おおあがたづくり・みつむねづくり） - 大県神社など。
- 水分造（みくまりづくり） - 建水分神社・千早赤阪村など。

## 神職
神主（かんぬし）は本来、神社における神職の長を指していたが、現在では神職と同じ意味で用いられる。神官（しんかん）は、国家の官吏として祭祀を司る職業のことで、現代日本には存在しない。ただし、神職が兼業として政治家や公務員などの公職に就くことはある。
現在は包括的な法整備によって神道は宗教法人に属するが、本来の姿は宗教ではなく、自然や環境の保護や感謝、生に対する敬意を奉るものである。
そのため、神職は他の宗教と違って宗教者ではなく、神に対する奉仕者である。神社祭祀の担い手は神職（宮司、禰宜、権禰宜など）と呼ばれる奉仕者だが、一般に、仏教やキリスト教などの宗教者と違って布教などはしない（教派神道は別）。
従来、小規模な神社には専属の神職がいない場合が多く、氏子が交替で管理し、氏子自らないし外部から神職を呼んで祭祀を行った。また、神宮寺の僧侶が管理、祭祀を行うこともあった。現在でも、比較的規模が大きい神社の神職が、周辺の小規模な神社の宮司を兼任する場合が多い。
現在、神職になるには、神道学科がある大学で神道を専攻して、神職資格を取得後、全国いずれの神社へ奉職（就職）し、神職として登録をする必要がある。そのため、神職資格を取得しても、神職登録をしていなければ神職とはみなされない（神社本庁系神道の場合）。

## 歴史

### 起源
神社の起源は、磐座（いわくら）や神の住む禁足地（俗に神体山）などでの祭事の際に臨時に建てた神籬（ひもろぎ）などの祭壇であり、本来は常設ではなかった。例としては沖縄の御嶽（ウタキ）のようなものだったと考えられる。
創建が古い神社には現在も本殿がないものがあり、磐座や禁足地の山や島などの手前に拝殿があるのみの神社、社殿が全く無い神社がある。「神社には常に神がいる」とされたのは、社殿が建てられるようになってからだと言われる。
古代中国にも土地神などを祀る「社」が存在したが、屋根が付いた社を建てるのは「喪国の社」（『礼記』郊特性）とされ、日本の社とは異なる。そのため、多くの神社に社殿が造営された背景について諸説が述べられた。社会の発展により自然から人格神へと信仰の対象が変わったためとする説、仏教寺院の影響を相互に受けたとする説、武器や貢納物を納めた神庫（ほくら）が先行して存在したとする説、7世紀後半以後に国家が一部の社にのみあった神庫を全国に建設したとする説などがある。
古社はそれぞれの縁起により御神体の近くに社殿を構える事が多い。新しく神社を造営するときは、適当な場所に分霊や氏神を祀った。場所の選定の仕方は様々で、縁起から選ぶ、清浄な場所を選ぶ、参拝のしやすさで選ぶなどがある。社殿を海上・山頂、現代ではビルの屋上などに祀ることもある。

### 近代国家と神社制度
明治維新直後より近代的な中央集権化に適応する新たな体制の整備が始まった。律令神祇官の家柄である白川家・吉田家をはじめとする近世までの制度が廃止され、政府内に神社行政機関が設置された。また、古代以来の神仏習合（神仏混淆）を解消する神仏分離が行われ、明治4年に封建的な土地支配制度を廃止する社寺領の上地が実施されたのち、全国の神社が「国家の宗祀」と定められ、神社に関するあらゆることが、国家の法制度によって規定されてきた。戦前はいわゆる「国家神道」も「神社」と称した。

#### 神社行政機関の変遷
- 1868年（明治元年）1月 - 2月　　　神祇事務科[23]
- 1868年（明治元年）2月 - 閏4月　      神祇事務局[23]
- 1868年（明治元年）閏4月 - 1869年（明治2年）7月　（太政官内）神祇官[23]
- 1869年（明治2年）7月 - 1871年（明治4年）8月　（太政官外）神祇官[23]
- 1871年（明治4年）8月 - 1872年（明治5年）3月　 神祇省[23]
- 1872年（明治5年）3月 - 1877年（明治10年）1月　教部省[23]
- 1877年（明治10年）1月 - 1900年（明治33年）4月　内務省社寺局[23]
- 1900年（明治33年）4月 - 1940年（昭和15年）11月　内務省神社局[23]
- 1940年（昭和15年）11月 - 1946年（昭和21年）2月　（内務省）神祇院[23]

#### 近代社格制度
明治4年に、神社を「国家の祭祀」として、基本的な制度が改められた。伊勢神宮を除く全国の神社は官社と諸社に大別され、官社は官幣・国幣の各々を大中小社、諸社は府・藩・県・郷・無格の各社に分類された。ただし廃藩置県のため、藩社への列格はなかった。明治5年に別格官幣社が設定され、楠木正成を祭る湊川神社が最初に列せられた。別格官幣社は皇室や国家のために偉勲を残した人物を祀る神社が主に列格した。官国幣社は、神社祭祀令により、大祭、中祭、小祭が規定された。国家の祭祀にふさわしくない神社は淘汰され、1898年（明治31年）あった約20万社は、1916年（大正5年）には約12万社になった。

#### 宗教法人化
1945年（昭和20年）12月　連合国最高司令官総司令部（GHQ）は国家管理下にある神社を「国家神道」と呼び、その廃止を命令した。同じくGHQに制定された宗教法人令に基づき、他の宗教団体と同様宗教法人となった。民間の神社団体である皇典講究所、大日本神祇会、神宮奉斎会が発展的に解消して、神社本庁になった。神社本庁は単立宗教法人となった一部の神社や、ほかの神社神道系包括団体に所属する神社を除く、約8万の神社から組織される包括宗教法人である。

## 主な信仰
多くの神社は、有名な神社から祭神を分霊（ぶんれい）【または勧請ともいう】している。分霊とは、祭神の分霊（わけみたま）を他の神社で祀ることである。ロウソクからロウソクへ灯を移すように、神道の神は無限に分霊することができ、そうしても本来の神威は損なわれないとされる。分霊した神社は、その祭神に応じた名称がつけられる。以下に主な神社の名称とその祭神を挙げる。
| 主な神社名                                              | 本社                                                | 主な祭神                       | 主な神使           |
| ------------------------------------------------------- | --------------------------------------------------- | ------------------------------ | ------------------ |
| 神明神社・天祖神社・皇大神社・大神宮（お伊勢さん）      | 伊勢神宮内宮                                        | 天照大御神                     | 鶏                 |
| 八幡宮・八幡神社                                        | 宇佐神宮                                            | 八幡神（応神天皇）             | 鳩                 |
| 天満宮・天神神社・北野神社・菅原神社                    | 防府天満宮太宰府天満宮 北野天満宮                   | 菅原道真                       | 牛                 |
| 宗像神社                                                | 宗像大社                                            | 宗像三女神                     |                    |
| 厳島神社                                                | 厳島神社                                            | 宗像三女神                     | 烏                 |
| 八坂神社・祇園社                                        | 八坂神社                                            | 素盞嗚尊                       |                    |
| 津島神社・天王社・須賀神社                              | 津島神社                                            | 素盞嗚尊                       |                    |
| 氷川神社                                                | 氷川神社                                            | 素盞嗚尊                       |                    |
| 諏訪神社                                                | 諏訪大社                                            | 建御名方神                     | 白蛇・鶴・鷺       |
| 日吉神社・日枝神社・山王社（山王さん）                  | 日吉大社東本宮                                      | 大山咋神                       | 猿                 |
| 松尾神社                                                | 松尾大社                                            | 大山咋神                       | 亀                 |
| 熊野神社                                                | 熊野三山                                            | 熊野神                         | 烏                 |
| 白山神社                                                | 白山比咩神社                                        | 菊理媛神                       |                    |
| 熱田神社                                                | 熱田神宮                                            | 熱田大神（草薙剣）             | 鷺                 |
| 浅間神社                                                | 富士山本宮浅間大社                                  | 木花咲耶姫命                   |                    |
| 鹿島神社                                                | 鹿島神宮                                            | 武甕槌命                       | 鹿                 |
| 香取神社                                                | 香取神宮                                            | 経津主命                       | 鹿                 |
| 春日神社                                                | 春日大社                                            | 武甕槌命・経津主命             | 鹿                 |
| 愛宕神社                                                | 愛宕神社                                            | 迦具土神                       | 猪                 |
| 秋葉神社                                                | 秋葉山本宮秋葉神社                                  | 迦具土神                       |                    |
| 金毘羅神社・琴平神社（こんぴらさん）                    | 金刀比羅宮                                          | 金毘羅神（現在は大物主神）     |                    |
| 住吉神社                                                | 住吉大社                                            | 住吉大神                       | 兎                 |
| 多賀神社 （お多賀さん）                                 | 多賀大社                                            | 伊邪那岐命・伊邪那美命         | せんじきさん（烏） |
| 貴船神社・貴布祢神社                                    | 貴船神社                                            | 闇淤加美神・高淤加美神         | 馬                 |
| 出雲神社                                                | 出雲大社                                            | 大国主命                       | 海蛇・兎・鶺鴒     |
| 塩竈神社                                                | 鹽竈神社                                            | 塩土老翁神                     |                    |
| 賀茂神社                                                | 賀茂別雷神社（上賀茂神社） 賀茂御祖神社（下鴨神社） | 賀茂別雷神                     | 烏                 |
| 大鳥（鷲・鳳）神社                                      | 大鳥大社（西日本）                                  | 日本武尊・大鳥連祖神           |                    |
| 大鳥（鷲・鳳）神社                                      | 鷲宮神社・大鷲神社（東日本）                        | 日本武尊                       |                    |
| 大神神社・三輪神社（三輪明神）                          | 大神神社                                            | 大物主命                       | 蛇・兎             |
| 稲荷神社                                                | 伏見稲荷大社                                        | 宇迦之御魂神・保食神ほか穀物神 | 狐                 |
| 淡嶋神社                                                | 淡嶋神社                                            | 少彦名命（淡島神）             |                    |
| 猿田彦神社・佐田神社・大田神社・白髭神社 賽神社・道祖神 | 椿大神社                                            | 猿田彦神                       |                    |
| 恵比寿（恵比須・戎）神社                                | 西宮神社                                            | 蛭子命（ひるこ・えびす）       |                    |
| 恵比寿（恵比須・戎）神社                                | 美保神社                                            | 事代主命                       |                    |
| 大山祗神社                                              | 大山祇神社                                          | 大山祇神                       |                    |
| 三島神社                                                | 大山祇神社                                          | 大山祇神                       |                    |
| 三島神社                                                | 三嶋大社                                            | 大山祇神・事代主命             | 鰻                 |
| 御嶽神社・御岳神社                                      | 御嶽神社                                            | 造化三神                       | 狼                 |
| 阿蘇神社                                                | 阿蘇神社                                            | 健磐龍命（阿蘇十二神）         |                    |
| 山神社                                                  |                                                     | 大山祇神（山神）               |                    |

なお、神社名と一般的な祭神名が一致しない神社もある。また近代に新造された靖国神社・招魂社（護国神社）などもある。

## 日本列島以外の地域にある神社
日本列島以外の地域には2008年の時点で少なくとも 26 の神社が存在する。太平洋戦争前には多数の神社が存在したが、戦後は激減した。かつて日本であった旧外地には国の政策によって内地と同様に多数の神社が造営された。また日本の占領地や満州国などにも造営、あるいは造営の準備が行われた。しかし、太平洋戦争後は全て廃絶となり、現在でもごく一部が再建されたにとどまっている。かつて日本では無かった地域の場合、移民政策により日系移民が多数在住した土地では、現地に住む移民のために多数の神社が創建された。他にも、神道の布教のために創建された神社もあった。しかし、連合国側の神社は太平洋戦争中に資産が没収され、太平洋戦争後も復興できなかった神社が多数存在した。その後、日本文化が国外に浸透したことで、近年になって新たに建立された神社もある。
旧外地においては、台湾では鹿野神社（龍田崑慈堂内）、林田神社、玉里社など、いくつかの神社が近年、歴史的な遺物としての価値や観光資源としての価値を認められ復興された。また、台中神社の鳥居を復活させようという動きもある。だが、これらはあくまでも文化遺産としての復興であり、信仰対象としての再建ではない。しかしながら、2015年には初めて、正式な神職が奉祀する宗教施設として、かつての村の神であった高士祠が高士神社として再建された。また、旧南洋群島においては、パラオでは南洋神社、ペリリュー神社が、アメリカ合衆国北マリアナ諸島サイパン島では彩帆香取神社や彩帆八幡神社が近年になって再建された。
日系移民が多く住む土地では、特にアメリカ合衆国ハワイ州には多数の神社が作られ、オアフ島にハワイ出雲大社やハワイ大神宮、ハワイ石鎚神社、ハワイ金刀比羅神社・ハワイ太宰府天満宮、若宮稲荷神社、ハワイ島にはヒロ大神宮、マウイ島にはマウイ神社などが現存する。これらには、戦後復興できなかったり、存続が困難になった神社が多数合祀されている。また、ブラジルでは当初、東京植民地神社やボーグレ神社などが存在したが、基本的には日本人小学校兼集会場の御真影が御神体の機能を果たしたため、神社はあまり作られなかった。これらの神社は植民地の消滅とともになくなってしまったが、その後、神乃家厳戸神社ブラジル大神宮、南米神宮、ブラジル熊野神社、ブラジル石鎚神社（スザノ石鎚神社遙拝所）、太平山三吉神社、パウリスタ神社、パラナ州開拓神社、伯国開拓大神宮（ブラジル大神宮）など、神職が奉祀する神社が創建されている。近年では南米大神宮など、神社ではなく鳥居だけが日系移民街を象徴する建造物として建てられるケースも増えている。
神道の布教のために創建された神社としては、アメリカ合衆国本土には戦前に北米大神宮本院、米国神道協会、明治神宮会、羅府稲荷神社、出雲大社教北米協会が存在したが、戦後は復興しなかった。その後、1987年になってアメリカ椿大神社が創建し、神職の資格を得たアメリカ人が禰宜を務めていたが、2023年に廃社となった。オランダには1981年にヨーロッパ初の神社として古神道の一派である山蔭神道の日蘭親善協会斎宮が創建され、オランダ人の宮司が奉祀している。フランスには三重県の水屋神社の分祠として、真言宗寺院である光明院の境内にフランス和光神社がフランス初の神社として2006年に創建されている。こちらは通常、光明院のフランス人の住職が祭祀を務める神宮寺の形をとっている。サンマリノには、神社本庁が公認するヨーロッパ初の神社として、2014年にサンマリノ神社が創建されている。神職は地元のサンマリノ人であるホテルのオーナーで、山形県の湯殿山神社で修行し、資格を取得している。

## 符号位置
神社を表す記号は以下の通り。
| 記号 | Unicode | JIS X 0213 | 文字参照         | 名称 |
| ---- | ------- | ---------- | ---------------- | ---- |
| ⛩︎    | U+26E9  | -          | &#x26E9; &#9961; | 神社 |